# Constructive Alps
Constructive Alps è un premio svizzero di architettura.

## Storia
Il concorso è promosso e finanziato dalla Confederazione Svizzera e dal Principato del Liechtenstein per premiare esempi di opere architettoniche rispettose dell'ambiente alpino. Possono competere per il premio edifici e ristrutturazioni sostenibili realizzati all'interno della regione alpina che utilizzano materiali da costruzione regionali ed ecologici. Gli immobili in concorso devono rispettare criteri ecologici, economici, nonché sociali e culturali di sviluppo sostenibile.

## Vincitori del premio

### 2011
|           | titolo                             | Posizione | architetto        | Costruttore                 |
| --------- | ---------------------------------- | --------- | ----------------- | --------------------------- |
| 1. Premio | Centro comunitario Raggal          | Raggal    | Giovanni Kaufmann | Comune di Raggal            |
| 2. Premio | Ristrutturazione del Gasthof Krone | Hittisau  | Bernardo Bader    | Helene e Dietmar Nussbaumer |
| 3. Premio | Complesso residenziale a Bächli    | Teufen    | Dietrich Schwarz  | Percepire l'energia         |

### 2013
|                | titolo                   | Posizione      | architetto          | Costruttore                  |
| -------------- | ------------------------ | -------------- | ------------------- | ---------------------------- |
| 1. Premio      | AgrarBildungsZentrum     | Altmunster     | Fink Thurnher       | Landes Immobilien GmbH       |
| 2. Premio      | Bauernhaus               | Bartholomäberg | Otto Brugger        | Otto e Katrin Brugger        |
| 3. Premio      | Centro polivalente Rinka | Solčava        | AU Arhitekti doo    | Občina Solčava               |
| Riconoscimento | Cinema Sil Plaz          | Ilanz          | Capaul e Blumenthal | Associazione Cinema Sil Plaz |

### 2015
Giuria: Köbi Gantenbein, Helmut Dietrich, Dominique Gauzin-Müller, Giancarlo Allen, Andi Götz, Robert Mair 
|                | Titel                     | Ort              | Architekt                                                  |                                                          | Fotografie |
| -------------- | ------------------------- | ---------------- | ---------------------------------------------------------- | -------------------------------------------------------- | ---------- |
| 1. Premio      | Pfarrhaus                 | Krumbach         | Bernardo Bader und Hermann Kaufmann und Bechter Zaffignani | Gemeinde Krumbach                                        |            |
| 2. Premio      | Türalihus                 | Valendas         | Capaul &amp; Blumenthal                                    | Stiftung Ferien im Baudenkmal und Schweizer Heimatschutz |            |
| 3. Premio      | Casa Riga                 | Comano Terme     | Stefania Saracino und Franco Tagliabue Architetti          | Omar und Elisa Bernardi                                  |            |
| Riconoscimento | Refuge de l’Aigle         | La Grave         |                                                            |                                                          |            |
| Riconoscimento | Zone agricole             | Bonneval-sur-Arc |                                                            |                                                          |            |
| Riconoscimento | Stalla Madulain           | Madulain         | Schmidlin Architekten                                      | Andrea e Willi Leimer                                    |            |
| Riconoscimento | Solares Direktgewinnhaus  | Zweisimmen       | N11 Architekten                                            | Regula Trachsel, Sascha Schär                            |            |
| Riconoscimento | Illwerke Zentrum Montafon | Vandans          | Hermann Kaufmann                                           | Vorarlberger Illwerke                                    |            |
| Riconoscimento | Casa Alfio                | Montecrestese    | Paola Gardin                                               | Associazione Canova                                      |            |
| Riconoscimento | Planina Laška seč         | Tolmin           |                                                            |                                                          |            |

### 2017
|                | Titel                           | Ort                     | Architekt                                        | Bauherr                                      | Fotografie |
| -------------- | ------------------------------- | ----------------------- | ------------------------------------------------ | -------------------------------------------- | ---------- |
| 1. Premio      | Volksschule                     | Brand                   | Spagolla Zottele Mallin                          | Gemeinde Brand                               |            |
| 2. Premio      | Schaukäserei Kaslab’n Nockberge | Radenthein/Kärnten      | Hohengasser Wirnsberger                          | Genossenschaft Kaslab’n Nockberge            |            |
| 2. Premio      | MPreis                          | St. Martin in Tennengau | LP architektur                                   | Mpreis Warenvertriebs GmbH                   |            |
| 3. Premio      | Casa sociale di Caltron         | Cles                    | Mirko Franzoso                                   | Comune di Cles                               |            |
| Riconoscimento | Umnutzung Hütte Alp Glivers     | Sumvitg                 | Gujan + Pally                                    | Corporaziun d’alps Sumvitg                   |            |
| Riconoscimento | Bundesstrafgericht              | Bellinzona              | Bearth & Deplazes und Durisch + Nolli            | Schweizerische Eidgenossenschaft             |            |
| Riconoscimento | Cabane Rambert                  | Leytron                 | Bonnard Woeffray                                 | Club Alpin Suisse                            |            |
| Riconoscimento | Stammhaus Egger                 | St. Johann              | architekturwerkstatt                             | Fritz Egger                                  |            |
| Riconoscimento | Maison du Lac d’Aiguebelette    |                         | Fabriques Architectures Paysages                 | Communauté de Communes du Lac d’Aiguebelette |            |
| Riconoscimento | Propstei St. Gerold             | Großes Walsertal        | Hermann Kaufmann                                 | Kloster Einsiedeln                           |            |
| Riconoscimento | Raiffeisen Arena Crap Gries     | Schluein                | Jan Berni und Georg Krähenbühl mit Walter Bieler | US Schluein Ilanz                            |            |

### 2020
- Giuria: Köbi Gantenbein, Dominique Gauzin-Müller, Giancarlo Allen, Maruša Zorec, Helmut Dietrich, Anne Beer, Andi Götz, Robert Mair

|                     | Titel                          | Ort         | Architekt                              | Bauherr                                  |
| ------------------- | ------------------------------ | ----------- | -------------------------------------- | ---------------------------------------- |
| 1. Premio           | Landwirtschaftliches Zentrum   | Salez       | Andy Senn                              |                                          |
| 2. Premio           | Montagehalle Zimmerei Kaufmann | Reuthe      | Johannes Kaufmann                      | Michael Kaufmann GmbH                    |
| 3. Premio           | Berggasthaus Ortstockhaus      | Braunwald   | Althammer Hochuli, Steiger Architekten | OSH Braunwald GmbH                       |
| Premio del pubblico | Kongresszentrum Agordo         | Agordo      | Studio Botter, Studio Bressan          | Luxottica Srl                            |
| Riconoscimento      | Oeconomie-Gebäude Josef Weiss  | Dornbirn    | Julia Kick                             | Philipp Nußbaumer und Julia Kick         |
| Riconoscimento      | Bergkapelle                    | Kendlbruck  | Hannes Sampl                           | Johann Müllner                           |
| Riconoscimento      | Bauernhof Contrada Bricconi    | Bergamo     | LabF3 architetti                       | Contrada Bricconi                        |
| Riconoscimento      | Wohnhochhaus Le Solaris        | Grenoble    | RODA Architects                        | Actis                                    |
| Riconoscimento      | Gemeinschaftshaus St. Ursula   | Brig        | Walliser Architekten                   | Kloster St. Ursula                       |
| Riconoscimento      | Gasthaus Hergiswald            | Hergiswald  | Gion A. Caminada                       | Albert Koechlin Stiftung                 |
| Riconoscimento      | Gugg 1542                      | Brannenburg | OACHA                                  | Lisbeth Fischbacher und Daniel Hoheneder |

### 2022
- Giuria: Köbi Gantenbein, Dominique Gauzin-Müller, Giancarlo Allen, Maruša Zorec, Sonja Hohengasser, Anne Beer, Andi Götz, Robert Mair

|                                | Titel                                            | Ort              | Architekt                              | Bauherr                                           |
| ------------------------------ | ------------------------------------------------ | ---------------- | -------------------------------------- | ------------------------------------------------- |
| 1. Premio                      | Nuova scuola Feld                                | Azmoos           | Felgendreher Olfs Köchling Architekten | Politische Gemeinde Wartau                        |
| 2. Premio                      | Sede centrale ÖkoFEN France                      | Saint-Baldoph    | Atelier17c architectes                 | ÖkoFEN France                                     |
| 2. Premio                      | Appartamenti Ghiringhelli                        | Bellinzona       | Oxid Architektur                       | Helsana                                           |
| 3. Premio +Premio del pubblico | Ristrutturazione generale Falkenhütte            | Hinterriß        | Architekturbüro Rainer Schmid          | Sektion Oberland des DAV e.V                      |
| Riconoscimento                 | Appartamenti per studenti Ernas Haus             | Dornbirn         | Ludescher + Lutz Architekten           | Familie Winder                                    |
| Riconoscimento                 | Complesso residenziale Friedrich-Inhauser-Straße | Salzburg         | cs-architektur mit stijn nagels        | Heimat Österreich                                 |
| Riconoscimento                 | Edificio per uffici Küng                         | Alpnach          | Seiler Linhart Architekten             | Küng Holzbau                                      |
| Riconoscimento                 | Polifunzionale Fläsch                            | Fläsch           | Bearth + Deplazes                      | Politische Gemeinde Fläsch                        |
| Riconoscimento                 | MATADOR ‐ Edificio scolastico temporaneo         | Vaduz            | Studio SAAL Architekten                | Amt für Bau und Infrastruktur, Land Liechtenstein |
| Riconoscimento                 | Alpeggio Petosan                                 | La Thuile        | Brambilla Orsoni Architetti Associati  | Eugenio Castiglioni                               |
| Riconoscimento                 | Casa Šenk                                        | Zgornje Jezersko | Marko Šenk                             | Familie Virnik Karničar                           |

## Filmografia
- 2021: Escursione al Centro Agricolo SG di Salez, vincitore di Alpi Costruttive 2020

## Mostre
Il Museo alpino svizzero, con sede a Berna, allestisce ogni due anni una mostra itinerante sugli edifici premiati.

## Libri
Il catalogo dei vincitori è pubblicato dalla rivista di architettura Hochparterre .
- Köbi Gantenbein (a cura di): Costruire nelle Alpi: Architettura rispettosa del clima tra Lubiana e Nizza: Una guida architettonica alla sostenibilità climatica. Edizione Hochparterre, Zurigo 2021 con contributi di Gion A. Caminada e fotografie di Hans Danuser e Ralph Feiner